# زابلون سيمينتوف
زابلون سيمينتوف ‏ (1960 في هراة - ) رجل أعمال من أفغانستان.